# Município de Elyria (condado de Lorain, Ohio)
O município de Elyria (em inglês: Elyria Township) é um município localizado no condado de Lorain no estado estadounidense de Ohio. No ano de 2010 tinha uma população de 3266 habitantes e uma densidade populacional de 225,14 pessoas por km².

## Geografia
O município de Elyria encontra-se localizado nas coordenadas 41° 23′ 49″ N, 82° 08′ 23″ O. Segundo o Departamento do Censo dos Estados Unidos, o município tem uma superfície total de 14.51 km², da qual 14,49 km² correspondem a terra firme e (0,12 %) 0,02 km² é água.

## Demografia
Segundo o censo de 2010, tinha 3266 pessoas residindo no município de Elyria. A densidade populacional era de 225,14 hab./km².